# Liste von Persönlichkeiten aus Capolago
Diese Liste enthält in Capolago im Kanton Tessin geborene Persönlichkeiten und solche, die in Capolago ihren Wirkungskreis hatten, ohne dort geboren zu sein. Die Liste erhebt keinen Anspruch auf Vollständigkeit.

## Persönlichkeiten
(Sortierung nach Geburtsjahr)
- Künstlerfamilie Maderna/i/o. [1][2][3][4]

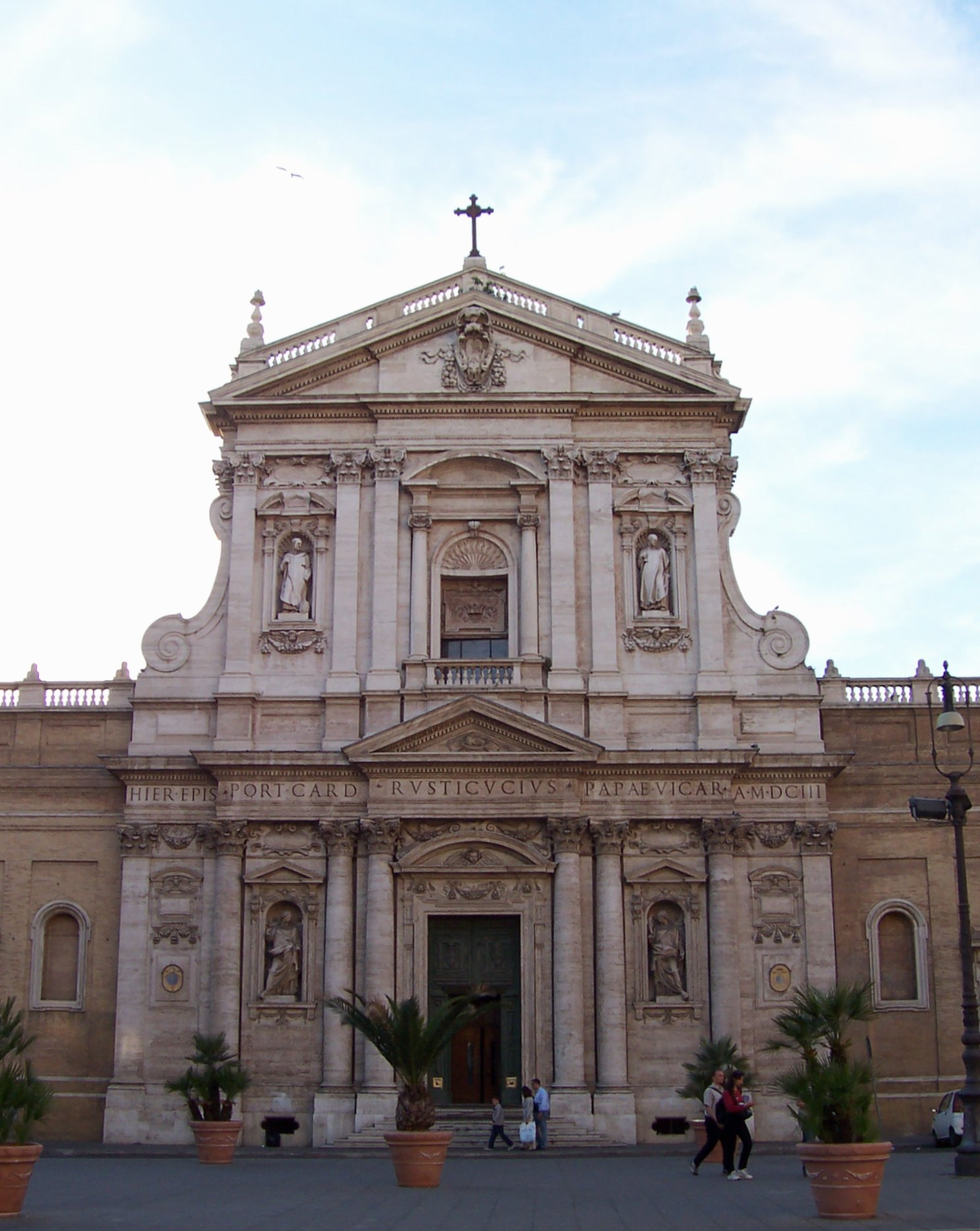
Carlo Maderno: Fassade der Kirche Santa Susanna, Rom, 1603.

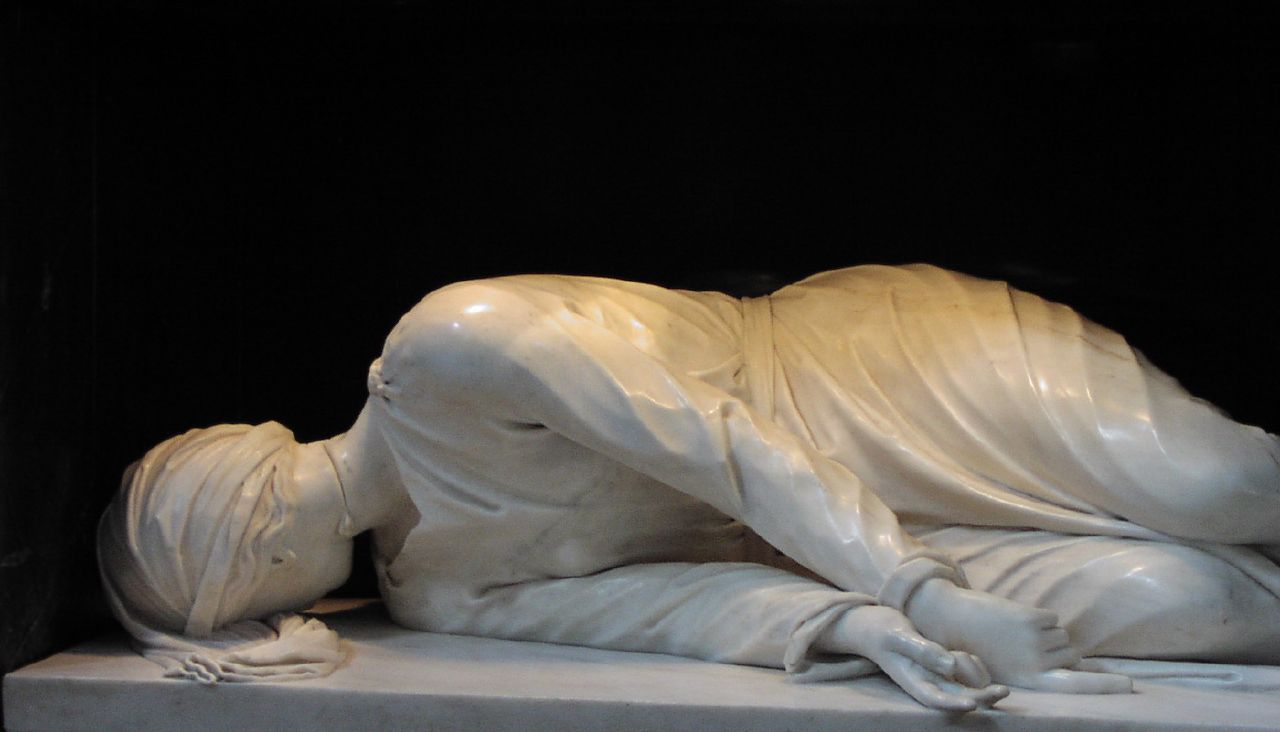
Stefano Maderno: Statue der Heiligen Cäcilia, Kirche Santa Cecilia in Trastevere, Rom, 1600.

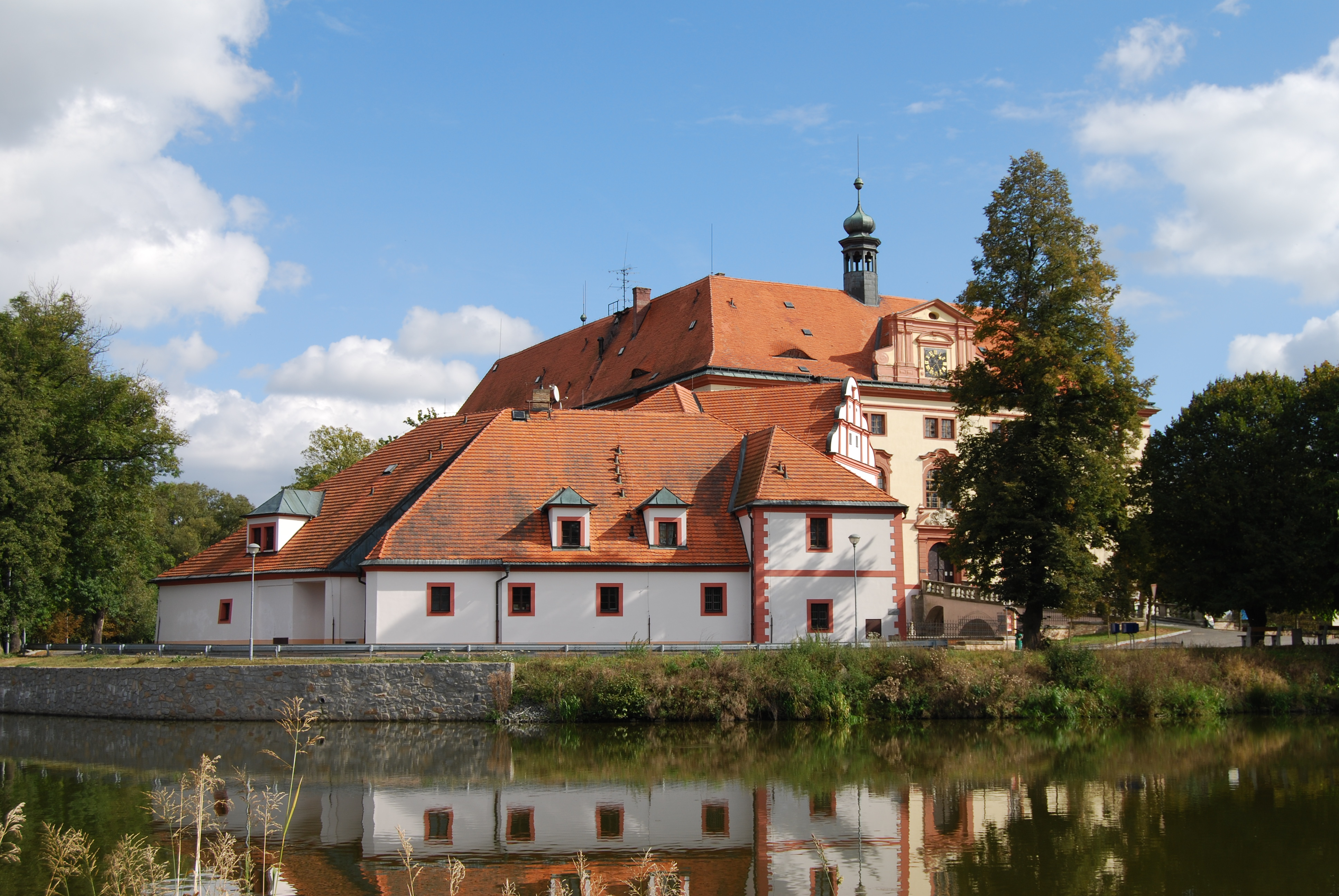
Giovanni Battista Maderno: Barockschloss Schlüsselburg, Lnáře, 1670.

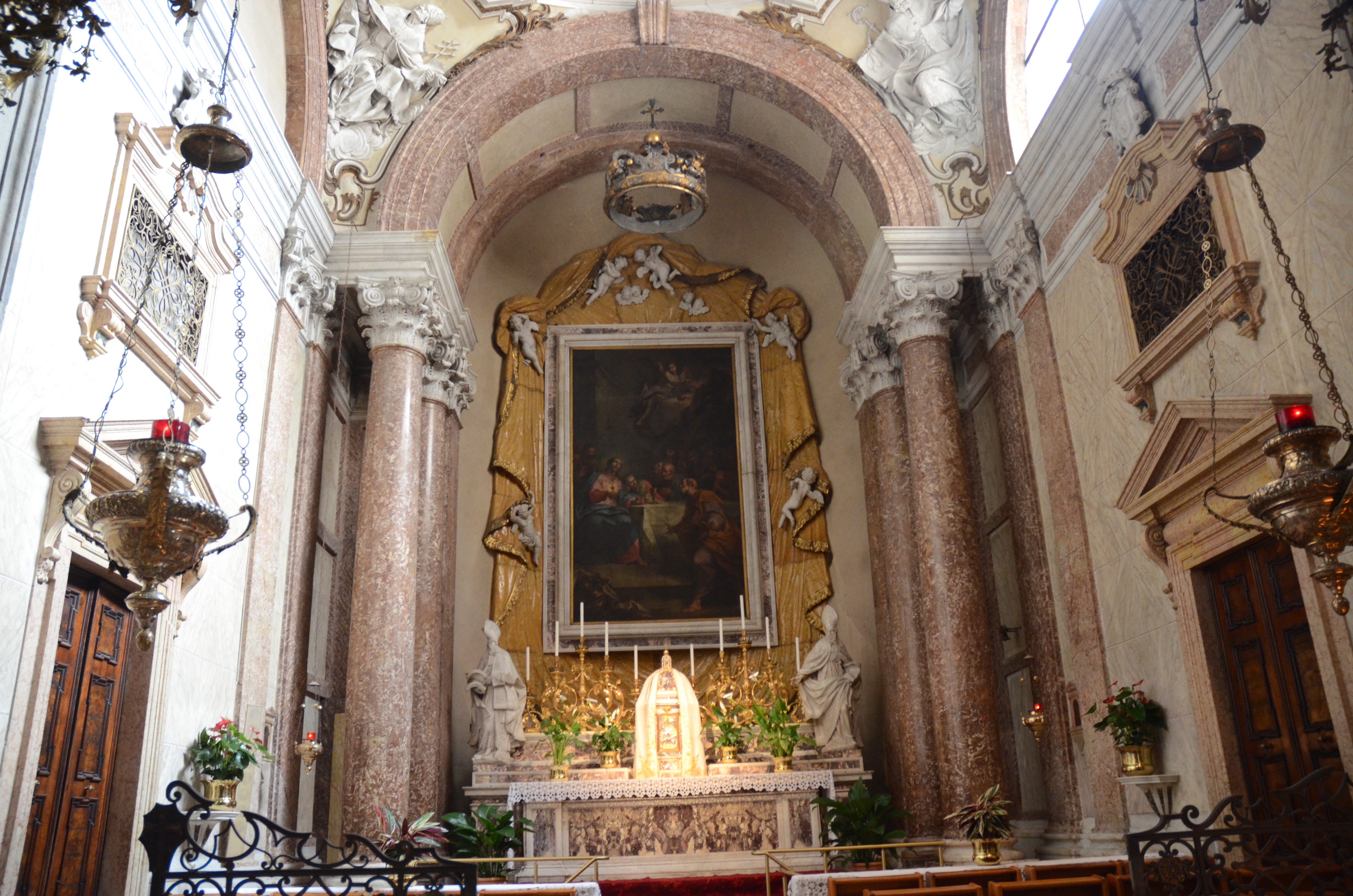
Pietro Maderno: Kapelle des Allerheiligsten Sakraments, Domkomplex von Verona

  - Giovanni Antonio und Manfredo Maderni im Jahr 1483 waren Kastellane in Capolago[2][3]
  - Giovanni Angelo Maderni (* 1520 in Capolago; † um 1570 ebenda), Hauptmann, Statthalter des Landvogts von Lugano[2][3]
  - Giovanni Donato Maderno (* 1560 in Capolago; † um 1620 in ?), Militär, Oberst[2]
  - Carlo Maderno (1555/56–1629), Neffe des Domenico Fontana, Barockarchitekt in Rom
  - Sebastiano Maderno (* um 1560 in Capolago; † nach 1584 in Rom ?), Baumeister, er arbeitete 1584 in Rom an der Kirche Sant’Andrea dei Funari[2]
  - Giovanni Angelo Maderni (* 1563 in Capolago; † um 1620 ebenda), Sohn des Giovanni Angelo, Statthalter des Landvogts von Lugano[2][3]
  - Francesco Maderno (* um 1565 in Capolago; † um 1630 in Kaisersteinbruch ?), Bildhauer[5]
  - Giacomo Maderno (* um 1570 in Capolago; † um 1635 in Kaisersteinbruch ?), Bildhauer[5]
  - Pietro Maderno (* um 1575 in Capolago; † um 1640 in Kaisersteinbruch ?), Bildhauer[5]
  - Pompeo Maderno (* um 1560 in Capolago; † nach 29. August 1622 in Rom ?), Baumeister, seit 1595 mit seinen Brüdern Carlo, Alessandro, Gerolamo und Santino in Rom genannt. 1597 erhielt er von der apostolischen Kammer 4300 Taler für Arbeiten in den Gärten des Quirinals[2][6]
  - Stefano Maderno (1575–1636), Bildhauer schuf er die Statue von heilige Cäcilia für den Hochaltar der gleichnamigen Kirche Santa Cecilia in Trastevere[2][3]
  - Carlo Francesco Maderno (* 1598 in Capolago; † um 1650 in Venedig?), Hauptmann in Venedigvenetianischen Diensten[2]
  - Pietro Magno Maderno (* um 1599 in Capolago; † nach 1649 ebenda?), Bildhauer, Sohn des Carlo, von Ferdinand III. (HRR) 1649 geadelt in Anerkennung der für Oesterreich und Ungarn ausgeführten Arbeiten[2]
  - Alessandro Maderno (* 1605 in Capolago; † 1684 ebenda), Barnabitermönch, Generalprokurator seines Ordens; namhafter Theologe, Examinator der Bischöfe unter Papst Klemens IX., 1667–1669, veröffentlichte 1671 einen Cursus theologicus[1][2]
  - Giovanni Battista Maderno (* 1652 in Capolago; † 1722 in Wien ?), Stuckateur, Architekt. In Wien erbaute er das Große Michaelerhaus (1711–1712) und das Barockschloss Schlüsselburg, Lnáře, 1670.[4]
  - Giovanni Manfredo Maderno (* um 1670 in Capolago; † nach 1700 ebenda ?), Stuckateur, Mitarbeiter von Santino Bussi[4]
  - Santino Maderno (* um 1690 in Capolago; † um 1755 ebenda), Militär, Oberst in Diensten von Modena, Kommandant, der Zitadelle dieser Stadt, 1733 ermächtigte er 600 Fremde für spanische Dienste in den tessinischen Vogteien[1][2]
  - Diego Girolamo Maderni OFMCap (um 1700–1761), ein Schweizer Kapuziner
  - Giovanni Battista Maderno (* 1708 in Capolago; † 1778 in Mendrisio), Priester, er war zuerst in Rom im Dienste des Kardinals Silvio Valenti Gonzaga, 1740 Konklavist, begab sich dann nach Wien, wurde von Karl VI. (HRR) zum König Johann V. (Portugal) gesandt, kehrte 1745 in die Heimat zurück und war Propst von Mendrisio 1759–1778[1][2]
  - Felice Maderno (* 1719 in Capolago; † um 1770 ebenda), Künstler, arbeitete in mehreren Kirchen von Wien, Verona, Desenzano[2]
  - Pietro Maderno (* 1726 in Capolago; † 1790 ebenda), Vater von Giambattista Maderni, Künstler, Marmorbildhauer und Intarsienmaler tätig in Verona und Ferrara. Werke in Verona (Cappella del Santissimo und Altar des Doms)[2][7][4]
  - Francesco Maderno (* 1732 in Capolago; † 1789 ebenda ?), Bildhauer tätig in Ferrara und Verona[2][4]
  - Alessandro Maderno (* um 1735 in Capolago; † 14. Oktober 1817 ebenda), Sohn des Santino, Statthalter des Landvogts von Mendrisio 1782, Präsident der provisorische Regierung von Mendrisio 1798, Kantonaler Richter von Lugano, Tessiner Grossrat 1803–1808, 1813–1815, Staatsrat Mai–August 1803[2][8]
  - Agostino Maderno (* 1741 in Capolago; † 1790 ebenda ?), Bildhauer tätig in Ferrara und Verona[4]
  - Giambattista Maderni (* 1758 in Verona † 1802 in Stockholm), Sohn des Pietro, Künstler, Maler und Freskenmaler. Er besuchte die Akademien in Florenz und Rom. Acht Jahre lang am Pariser Hof tätig, dann in Berlin, London und Sankt Petersburg. Ab 1802 in Stockholm.[9][2][10]
  - Stefano Maderno (* 1780 in Capolago; † 1843 ebenda ?), Bildhauer in Sankt Petersburg[4]
  - Vincenzo Maderni (* 1798 in Capolago; † 1843 ebenda ?), Bildhauer in Sankt Petersburg, nach dem Brand des Winterpalastes beteiligte er sich an den Restaurierungsarbeiten[2][11]
  - Domenico Maderni (* um 1800 in Capolago; † 1836 in Sankt Petersburg ?), Bildhauer. Um 1834 Schöpfer einer kleinen Marienstatue für die Kapelle von San Nicolao oder Santa Maria Liberatrice auf dem Monte Stella oberhalb von Mendrisio. Dann schuf in Sankt Petersburg[2][12]
  - Antonio Maderno (* 1800 in Capolago; † 1868 ebenda), Priester, Pfarrer von Cabbio, Morbio Superiore, Morbio Inferiore und Capolago, wurde 1848 anlässlich der Wirren im Mendrisiotto aus politischer Rache verhaftet[2]
  - Giovanni Battista Maderni (* 1813 in Capolago; † nach 1867 ebenda), Tessiner Grossrat 1839–1859, 1861–1867, kommandierte eine Kompagnie im Sonderbundskrieg[2]

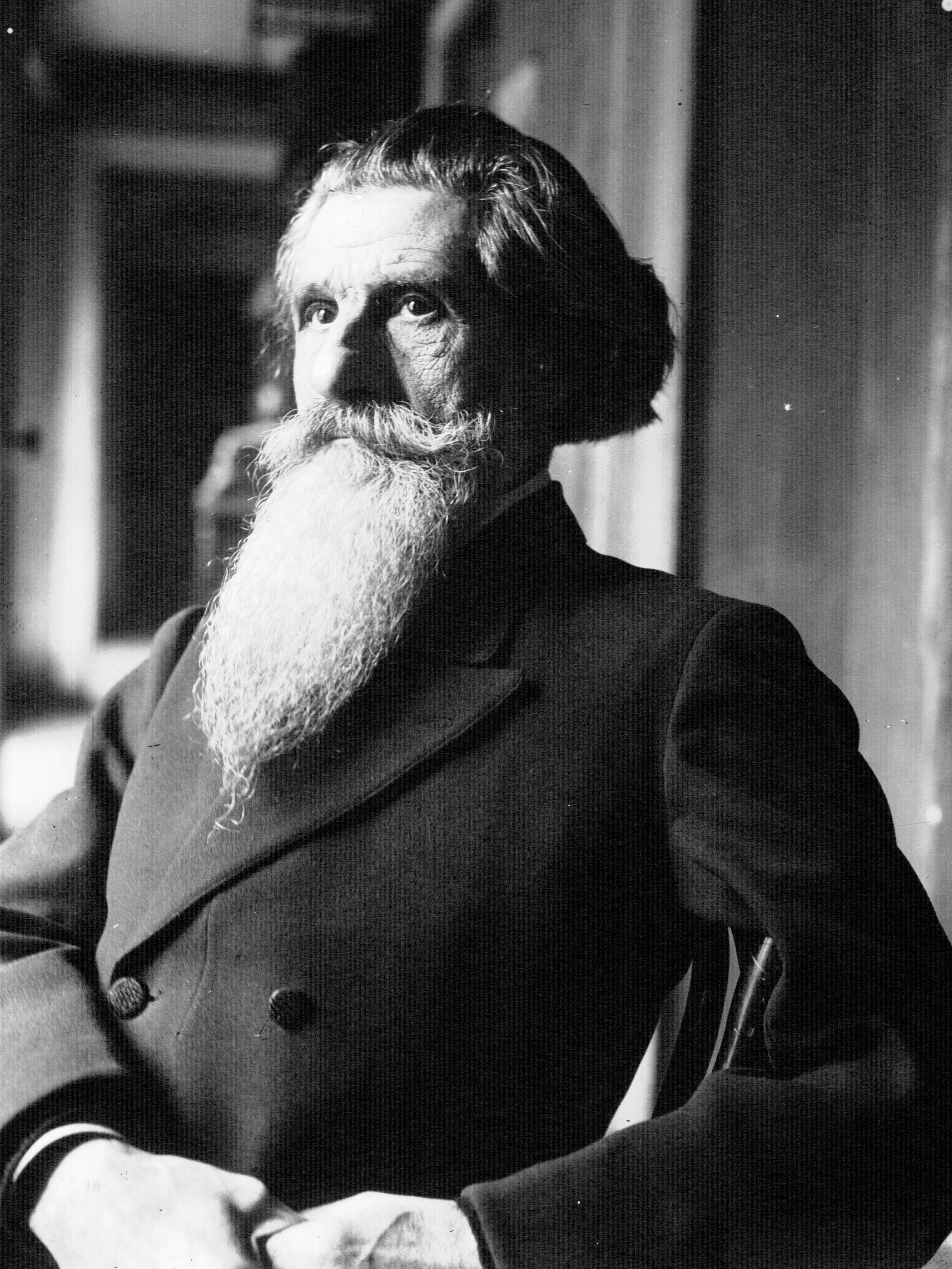
Amilcare Cipriani, 1909

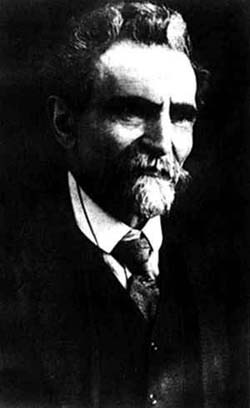
Errico Malatesta

- Andrea Origoni (* um 1435 im Gebiet von Varese; † 1495 in Capolago), Kastellan des Schlosses von Capolago[13]
- Giovan Pietro da Capolago (* um 1485 in Capolago; † nach 1525 ebenda ?), Bildhauer in Rom[14]
- Martino Ferabosco (* um 1560 in Capolago; † 3. August 1623 in Rom), aus Claino, Kupferstecher, Architekt[15][16][17]
- Francesco Romagnoli (* 22. Dezember 1785 in Alessandria; † 17. März 1839 in Stabio), Anwalt, Revolutionär, Flüchtling im Kanton Tessin, er übernahm die Buchhaltung der Druckerei Tipografia Elvetica in Capolago und später Tessiner Zoll (Behörde)[18]
- Giovanni Battista Passerini (* 26./27. September 1793 in Casto; † 16. September 1864 in Zürich), Gelehrter der Philosophie arbeitete er mit den Tessiner Druckerei Tipografia elvetica in Capolago[19]
- Luigi Tagliana (* um 1790 in Capolago; † nach 1850 ebenda), Maler, er malte den Chor der Kirche der Madonna della Fontana in Ascona (gegen 1830), das Gewölbe der Kirche der Madonna del Sasso in Orselina (1836) und Bilder für die Kapuzinerkirche von Mendrisio[20]
- Vincenzo Borsa (* 6. Mai 1796 in Melano; † 28. September 1871 in Maroggia), Drucker und Redakteur, Politiker[21][22]
- Carlo Modesto Massa (* 15. Juni 1799 in Asti; † 30. September 1889 in Capolago), Jurist, Politiker, Aktionär der Tipografia Elvetica von Capolago[23]
- Aurelio Bianchi-Giovini (1799–1862), Journalist und Redakteur
- Alessandro Repetti (* 13. November 1822 in Genua; † 18. Juni 1890 in Rom), ab 1849 von Melano, Mitarbeiter und Besitzer der Tipografia elvetica in Capolago, Major[24]
- Giosia Bernasconi (1831–1893), Politiker, Tessiner Grossrat, Staatsrat
- Alessandro Ruga (* 1836 in Capolago, † nach 1917 Pontevico ?), Bildhauer, Schüler von Vincenzo Vela, arbeitete in Mailand und Paris, schmückte einen Kreuzgang der grossen Kartause in der Nähe von Grenoble mit Bildhauerarbeiten, schuf Büsten seines Lehrers Vincenzo Vela für den Grossratssaal in Bellinzona und das Museum in Winterthur[25][26]
- Amilcare Cipriani (1844–1918), italienischer Patriot und Anarchist
- Errico Malatesta (1853–1932), italienischer Anarchist
- Giulio Guglielmetti (* 15. November 1901 in Capolago; † 23. Dezember 1987 in Mendrisio), Politiker, Tessiner Grossrat, Nationalrat[27]